# Culcula panterinaria
Culcula panterinaria là một loài bướm đêm trong họ Geometridae.